# Van-der-Pol-System
Der Van-der-Pol-Oszillator ist ein schwingungsfähiges System mit nichtlinearer Dämpfung und Selbsterregung. Für kleine Amplituden ist die Dämpfung negativ (die Amplitude wird vergrößert); ab einem bestimmten Schwellwert der Amplitude wird die Dämpfung positiv, das System stabilisiert sich und geht in einen Grenzzyklus über. Benannt wurde das Modell nach dem niederländischen Physiker Balthasar van der Pol, der es 1927 als Ergebnis seiner Forschungen an Oszillatoren mit Vakuumröhren vorstellte.

## Anwendung
Das homogene (d. h. ungestörte) Van-der-Pol-System erfüllt die Bedingungen des Poincaré-Bendixson-Theorems, weswegen bei ihm kein Chaos auftreten kann. Dagegen sind die Bedingungen für das Poincaré-Bendixson-Theorem beim inhomogenen (d. h. gestörten) Van-der-Pol-System nicht mehr erfüllt, hier kann deterministisches Chaos auftreten.

## Mathematische Beschreibung

### Homogene Van-der-Pol-Gleichung

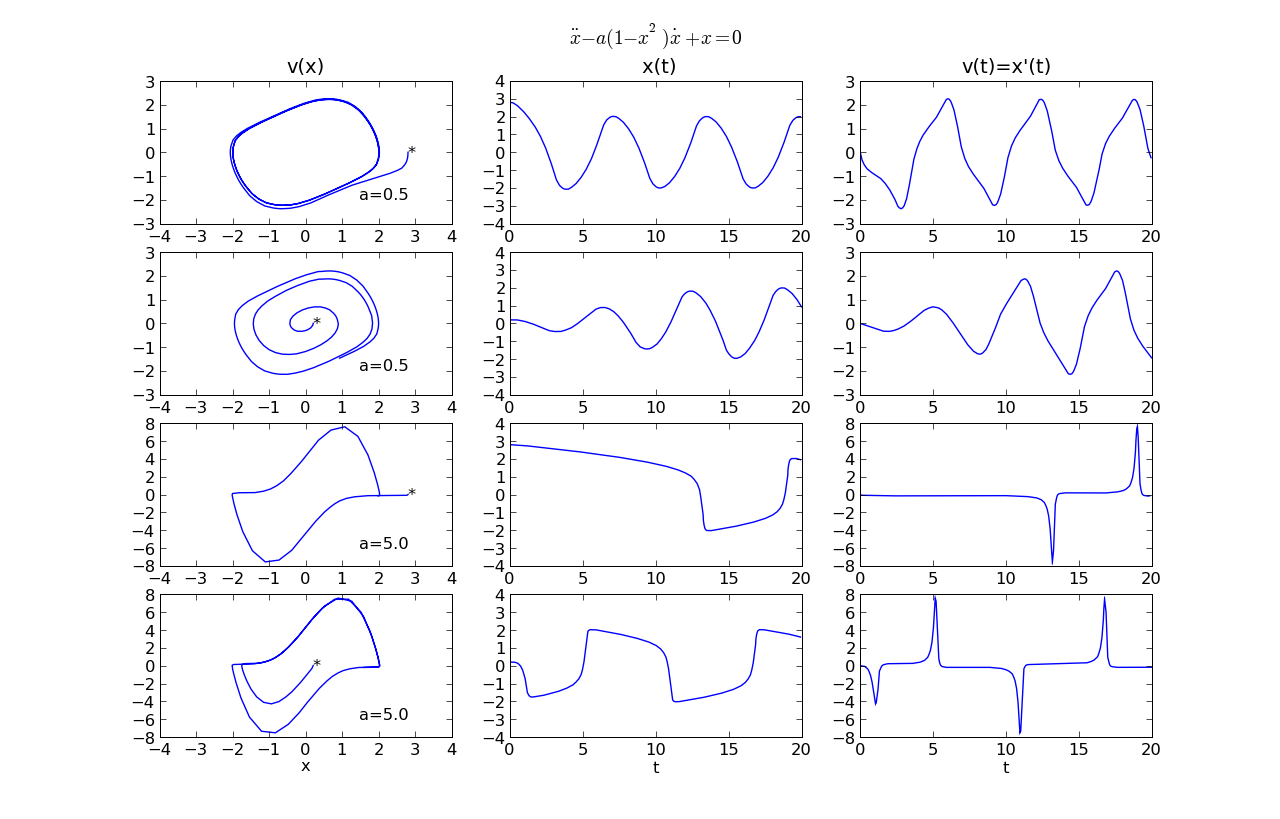
Verhalten der homogenen Van-der-Pol-Gleichung

Die dimensionslose homogene Differentialgleichung zweiter Ordnung
{\displaystyle {\ddot {x}}-\varepsilon (1-x^{2}){\dot {x}}+x=0}
mit {\displaystyle \varepsilon \geq 0} als Parameter und {\displaystyle x} als zeitabhängiger Größe beschreibt das zeitliche Verhalten eines freien Van-der-Pol-Oszillators. Eine geschlossene Lösung existiert nicht. Um das prinzipielle Verhalten zu untersuchen, sind stationäre Punkte hilfreich. Für {\displaystyle x=\mathrm {const} } gilt:
{\displaystyle {\dot {x}}_{s}=0}
Die Linearisierung der Differentialgleichung mit
{\displaystyle x(t)=x_{s}+\Delta x(t)}
ergibt
{\displaystyle \Delta {\ddot {x}}-\varepsilon \Delta {\dot {x}}+\Delta x=0}
Die charakteristische Gleichung ist
{\displaystyle \lambda ^{2}-\varepsilon \cdot \lambda +1=0}
mit den Lösungen
{\displaystyle \lambda _{1,2}={\frac {\varepsilon }{2}}\pm {\frac {\sqrt {\varepsilon ^{2}-4}}{2}}}
Entsprechend der Größe von {\displaystyle \varepsilon } gibt es folgende Fälle:
- {\displaystyle \varepsilon >2}; exponentielles Wachstum des linearisierten Systems, d. h. das System ist um den stationären Punkt instabil
- {\displaystyle 0<\varepsilon <2}; anwachsende Schwingungen
- {\displaystyle \varepsilon =0}; harmonische Schwingung.

Die negative Dämpfung ({\displaystyle \varepsilon >0}) für kleine Elongation des Oszillators wird für größere Elongationen ({\displaystyle |x|>1}) positiv. Die Schwingung wird also gedämpft, um bei kleinen Elongationen wieder selbst angeregt zu werden.
Eigenschaften des Lösungsverhaltens sind:
- Die Periodendauer der Schwingung nimmt mit dem Parameter {\displaystyle \varepsilon } zu.
- Mit wachsendem {\displaystyle \varepsilon \;} wird die Schwingung anharmonischer und geht in Kippschwingungen über.
- Unabhängig von den gewählten Anfangsbedingungen strebt das System in einen bestimmten Grenzzyklus.

Der Beweis der Existenz eines eindeutigen, asymptotisch stabilen Grenzzyklus erfolgt mit Hilfe der Poincaré-Abbildung.

### Inhomogene Van-der-Pol-Gleichung

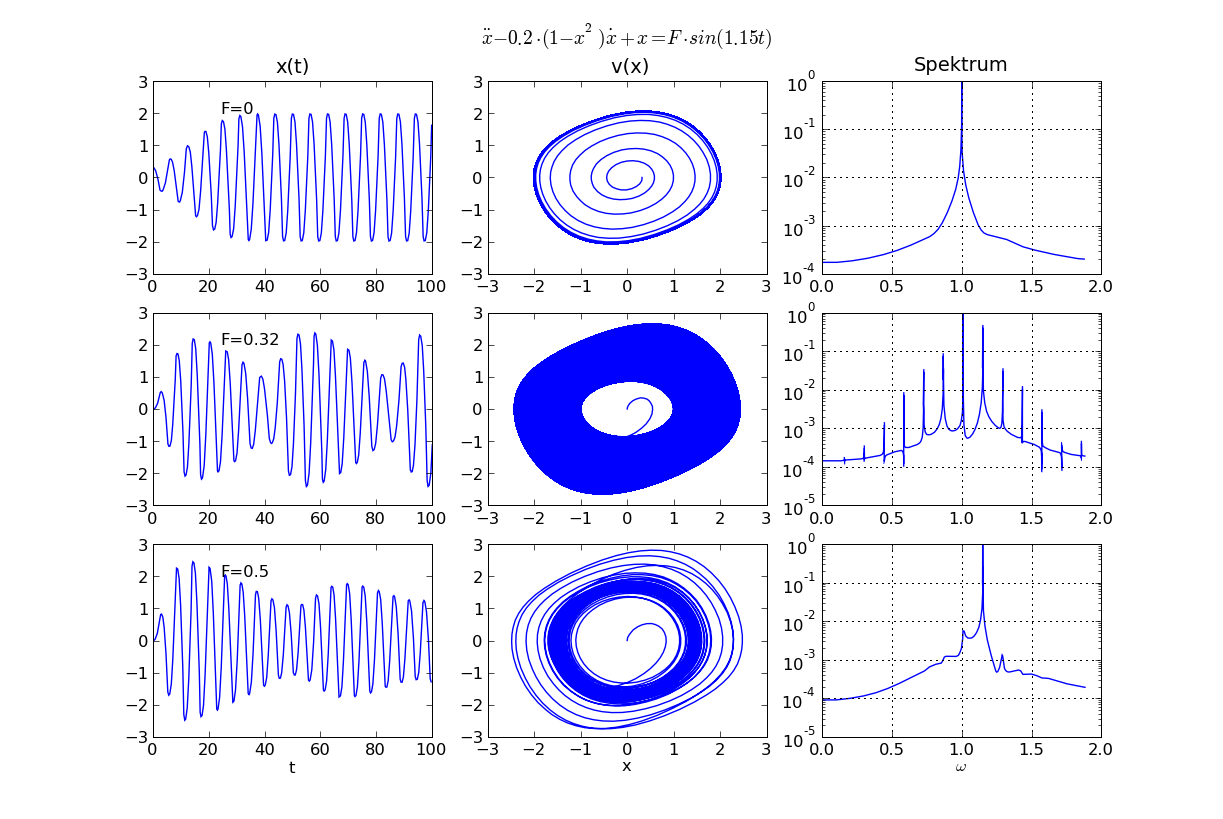
Verhalten der inhomogenen Van-der-Pol-Gleichung

Die dimensionslose inhomogene Differentialgleichung zweiter Ordnung
{\displaystyle {\ddot {x}}-\varepsilon (1-x^{2}){\dot {x}}+x=F\cdot \sin(\omega \cdot t)}
beschreibt den getriebenen Van-der-Pol-Oszillator mit der Amplitude {\displaystyle F} und der Kreisfrequenz {\displaystyle \omega }.
Einige Eigenschaften der Lösung:
- Für kleine Amplituden der Anregung schwingt das System mit der Eigenfrequenz.
- Für größere Amplituden treten neben der Eigenfrequenz und der Anregungsfrequenz noch weitere auf. Es zeigt sich quasiperiodisches Verhalten: Wenn man den folgenden Poincaré-Schnitt mit der Zeit t definiert

{\displaystyle t={\frac {n\cdot 2\pi }{\omega }},n\in \mathbb {N} }
erhält man die 2-dimensionale (stroboskopische) Abbildung. Ein Lyapunov-Exponent ist null und der andere ist negativ, was eine quasiperiodische Bewegung bedeutet.
- Eine weitere Vergrößerung der Amplitude führt zum Einrasten: das System schwingt mit der Anregungsfrequenz.